# Charte de Lorris

Armoiries de Lorris

La coutume de Lorris peut désigner deux textes :
- La coutume de Lorris connue aussi sous le nom de charte de Lorris constitue un acte promulgué au Moyen Âge classique entre 1108 et 1137 par le roi de France Louis VI le Gros ;
- La coutume de Lorris est un acte écrit au début de l’Époque moderne en 1494 puis amendée en 1531.

Elle tient son nom de la commune de Lorris aujourd'hui située dans le département du Loire.
La charte de Lorris constitue une référence à la fois médiévale, moderne et contemporaine. La Charte constitutionnelle de 1814, qui marque la restauration de la monarchie en France, y fait implicitement référence dans son préambule, en affirmant que : « c’est ainsi que les communes ont dû leur affranchissement à Louis le Gros ».

## Coutume de Lorris (1155)
La charte de Lorris est l’une des plus anciennes chartes de franchises connues en France. Elle est accordée à la ville de Lorris par le roi Louis VI le Gros, probablement vers 1134, dans un contexte de luttes féodales locales et de renforcement de l’autorité royale. La région du Gâtinais, à laquelle appartient Lorris, est alors marquée par des conflits entre seigneurs, provoquant des troubles et des dégâts dans le village. Pour apaiser ces tensions et affermir son pouvoir, le roi accorde aux habitants un certain nombre de libertés juridiques, fiscales et commerciales.
Lorris fait partie du domaine royal depuis le XIe siècle. Les rois capétiens y séjournent régulièrement : Louis VI, Louis VII et Philippe Auguste y pratiquent la chasse et y signent de nombreux actes officiels. Cette proximité avec le pouvoir royal explique l’octroi précoce d’une charte de franchises à la ville.
La charte de Lorris est un document écrit officiel visant à garantir et pérenniser des droits juridiques aussi bien pour les habitants que pour le roi. Elle devient un modèle pour environ 300 autres villes à travers le royaume. Bien que d'autres chartes de franchises aient été accordées auparavant — comme celle du Mans en 1070, de Noyon en 1107 ou de Laon en 1112 —, la charte de Lorris est la plus ancienne dont un exemplaire ait été conservé.

Le texte est confirmé une première fois en 1155 par Louis VII, fils de Louis VI. Cependant, le document original est perdu dans un incendie qui détruit les archives de la ville, sous le règne de Philippe Auguste. Ce dernier fait reconstituer et confirmer la charte en 1187, à partir de la version de 1155. C’est cette confirmation de 1187 qui est aujourd’hui conservée aux Archives nationales de France.

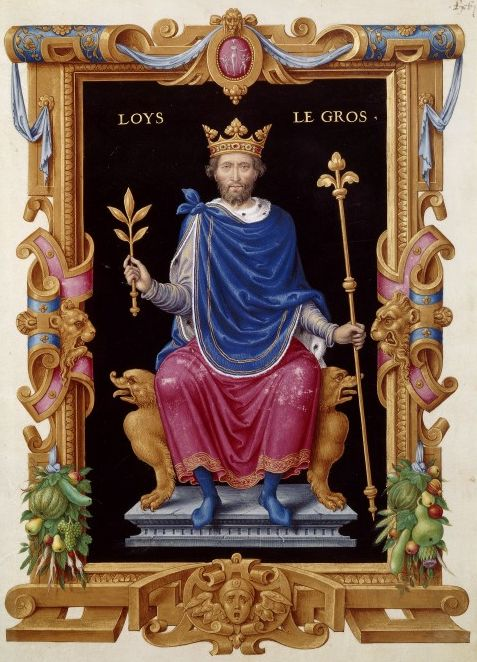
Représentation de Louis VI, Recueil des rois de France de Jean du Tillet, vers 1550.

La charte donne aux habitants de Lorris les « privilèges et franchises » connus sous le nom de coutumes : celles-ci définissent, peu à peu et pendant longtemps, le statut des autres villes de France. Soit qu'elles sont adoptées telles quelles (dans les petites villes) ou adaptées pour les plus grandes villes, car, contrairement au Pays d'Oc, les villes du nord de la Loire n'avaient aucun statut juridique en propre.
La deuxième ville à bénéficier de la charte en 1163 est villa franca (ville franche du Roi) qui devint Villa nova Régis (Villeneuve-le-Roi) et aujourd'hui Villeneuve-sur-Yonne.
Les principaux éléments contenus dans la coutume sont les suivants :
1. Le roi reste le seigneur, représenté par son prévôt et chaque bourgeois devient individuellement son vassal. La ville n'est pas personne morale, mais obtient des avantages fiscaux et juridiques (les bourgeois sont jugés par leur corporation) ;
2. À Lorris, le seigneur (qui est le roi) continue de percevoir entre un sixième et un septième des récoltes de blé ;
3. Il exige un pourcentage de la farine travaillée au moulin de la seigneurie et une redevance sur le four banal ;
4. Il conserve la majeure partie des amendes de justice. En contrepartie, les paysans obtiennent des garanties concernant la terre qu'ils peuvent aliéner librement et dont ils peuvent hériter, moyennant une taxe modique. Ils se voient reconnaître le droit d'ester en justice, et leur témoignage devient recevable ;
5. La communauté voit son existence confirmée. Le village bénéficie d'une large autonomie administrative et judiciaire sous la responsabilité d'un groupe dirigeant constitué par des « sages » et des jurés désignés parmi les « sages ». Un maire préside à leur organisation ;
6. Le seigneur ne peut plus commander à ses hommes que par leur médiation.